# قطعنامه ۲۰۶۴ شورای امنیت
قطعنامهٔ ۲۰۶۴ شورای امنیت سازمان ملل متحد سندی بین‌المللی دربارهٔ تمدید مأموریت نیروهای حافظ صلح سازمان ملل مستقر در لبنان است. این قطعنامه طی نشست شورای امنیت سازمان ملل متحد در تاریخ ۳۰ اوت ۲۰۱۲ میلادی با ۱۵ رأی موافق، ۰ مخالف و ۰ ممتنع به تصویب رسید.